# جاك بيرس (لاعب كرة قاعدة)
جاك بيرس (بالإنجليزية: Jack Pierce)‏ هو لاعب كرة قاعدة أمريكي، ولد في 2 يونيو 1948 في مسيسيبي في الولايات المتحدة، وتوفي في 13 سبتمبر 2012 في مونتيري في المكسيك بسبب انصمام رئوي.

## وصلات خارجية
- جاك بيرس على موقع الدوري الياباني لكرة القاعدة (الإنجليزية)
- جاك بيرس على موقعبيزبول رفرنس.كوم (الدوري الرئيسي) (الإنجليزية)
- جاك بيرس على موقعبيزبول رفرنس.كوم (الدوري الثانوي) (الإنجليزية)